# Bolboceratidae
Bolboceratidae je čeleď brouků, která celosvětově obsahuje kolem 40 rodů a 400 druhů. Ačkoliv je tato skupina brouků rozšířena celosvětově, více jsou rozšířeni na jižních kontinentech, především v Austrálii.